# Wielki Szu

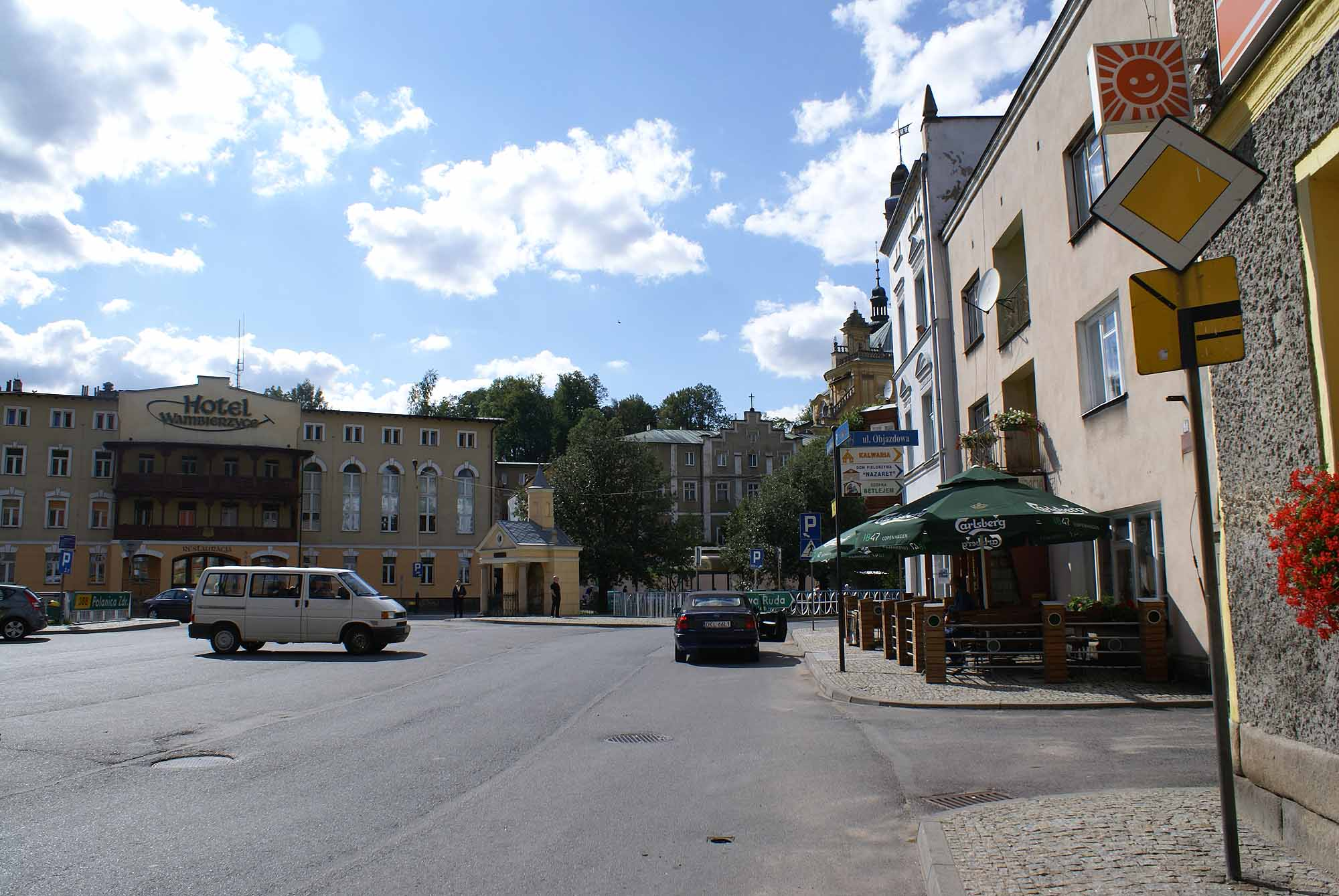
Wambierzyce, filmowy Lutyń. Po lewej hotel, w którym zatrzymał się „Wielki Szu”

Wielki Szu – polski film kryminalny z 1982 roku w reżyserii Sylwestra Chęcińskiego. Bohaterem filmu jest tytułowy, starzejący się szuler (Jan Nowicki), który po wyjściu z więzienia zmuszony jest powrócić do swojego zawodu. Film został doceniony przez krytyków i okazał się wielkim sukcesem komercyjnym.

## Opis fabuły
Akcja filmu rozgrywa się w Polsce lat 70. XX wieku. Wielki Szu, starzejący się, choć nadal uważany za największego z polskich szulerów wychodzi na wolność po pięciu latach pobytu w więzieniu. Żona, nie wierząc, by mógł się zmienić, narzuca mu rozwód i podział pokaźnego majątku. Zmęczony życiem Wielki Szu pragnie kupić dom w spokojnej górskiej miejscowości, gdzie nikt nie zna jego przeszłości i gdzie będzie mógł nie niepokojony spędzić starość. Trafia na ogłoszenie o sprzedaży domu przez spółdzielnię mieszkaniową w miejscowości Lutyń w Sudetach. Jednak zamiast spokoju i zapomnienia zastaje oszustwo i hazard, od którego chciał się uwolnić. Kupno domu, o którym marzył, uniemożliwia miejscowy oligarcha – cukiernik Mikun. Mikun sam chce kupić dom i dzięki swoim wpływom doprowadza do odwołania licytacji, chcąc pozbyć się z miasteczka drugiego licytatora. Mistrz szulerów postanawia się odegrać na Mikunie.
Udając amatora, Wielki Szu siada z Mikunem do gry w oko, w której wygrywa od niego olbrzymią sumę pół miliona złotych (ówcześnie równowartość domu). Mikun domaga się rewanżu i w celu zapewnienia sobie wygranej sprowadza Denela, oszusta karcianego, który ma pomóc odzyskać mu pieniądze. Denel rozpoznaje Wielkiego Szu i odmawia gry, wiedząc, że pokonanie go jest niemożliwe. Mikun odbiera więc pieniądze siłą. Dopiero po chwili orientuje się, że pliki banknotów, które zdobył, to odpowiednio pocięte kawałki papieru. Dzięki pomocy przygodnie poznanego Jurka – miejscowego cwaniaka-taksówkarza – Szu opuszcza Lutyń, mimo pościgu Mikuna. Jurek jest jednak również hazardzistą, stary szuler fascynuje go, chce być taki jak on. Szu ostrzega amatora przed ciemną stroną życia hazardzisty, co jednak nie przeraża Jurka. Widząc jego talent i zacięcie, Szu postanawia przekazać młodemu człowiekowi tajniki gry. Przede wszystkim postanawia dać mu lekcję, która zrobi z Jurka następcę mistrza lub zniechęci go do kart na resztę życia.
Odpoczywający w hotelowym basenie Szu zostaje zaatakowany przez Lipo, który ma do niego zadawnione urazy. Gdy Jurek odnosi pierwsze zwycięstwa, Szu za namową poznanej prostytutki Joli udaje się pod Warszawę, gdzie wygrywa ogromną sumę pieniędzy oraz samochód porsche od byłego chłopaka Joli z czasów studiów – Jarka. Tymczasem Jurek, upojony wygranymi, postanawia wyzwać Denela. Denel zgadza się, ale w grze o 20 tysięcy dolarów. W ustawionej przez Szu grze Jurek przegrywa mieszkanie, taksówkę i pieniądze klubu sportowego, które – na jego prośbę – zdefraudował jego brat. Sugestia filmu jest taka, że mistrz sam dostał taką lekcję przed laty i teraz przekazuje pałeczkę swojemu następcy. Jurek podnosi się jednak po wielkim ciosie i sięga po karty. Następnego dnia ciało Szu, zamordowanego przez ludzi  Mikuna, zostaje znalezione przez śmieciarzy, a wśród obserwujących to zdarzenie jest Lipo.

## Obsada
- Jan Nowicki – „Wielki Szu”
- Andrzej Pieczyński – taksówkarz Jurek
- Dorota Pomykała – prostytutka Jola
- Leon Niemczyk – Stefan Mikun
- Karol Strasburger – karciarz Denel
- Grażyna Szapołowska – żona „Wielkiego Szu”
- Teresa Sawicka – recepcjonistka Halinka
- Jan Frycz – Jarek
- Grażyna Trela – Dorota, żona Jarka
- Jerzy Bończak – „Lipo”
- Ryszard Kotys – karciarz we Wrocławiu
- Roman Baranowicz – karciarz we Wrocławiu
- Eliasz Kuziemski – prezes Franciszek Korzeń
- Ryszard Radwański – kelner w motelu
- Bożena Baranowska – żona taksówkarza Jurka
- Krzysztof Stachowski – brat taksówkarza Jurka
- Elżbieta Panas – prostytutka
- Ryszard Łabędź – mężczyzna przy hotelowym kiosku
- Tadeusz Hanusek

## Produkcja
Tytułową rolę reżyser filmu, Sylwester Chęciński, powierzył Janowi Nowickiemu. W pozostałych rolach wystąpili m.in. Andrzej Pieczyński, Dorota Pomykała, Leon Niemczyk, Karol Strasburger, Grażyna Szapołowska i Jan Frycz. Zdjęcia do filmu kręcono w Wambierzycach, Wrocławiu, Warszawie, Polanicy-Zdroju i Siechnicach, przy czym wielokrotnie Chęciński zasięgał opinii scenarzysty Jana Purzyckiego: „Wiele zmieniałem w scenariuszu, ale zmieniałem razem ze scenarzystą, który nie opuszczał planu. Był otwarty na współpracę, gotów do przyjęcia każdej przeróbki, miał pomysły i inicjatywę”. Premiera filmu odbyła się 16 maja 1983 roku. Na podstawie zrealizowanego filmu scenarzysta Jan Purzycki w 1985 roku napisał książkę o tym samym tytule, będącą niemal wiernym odzwierciedleniem scenariusza filmu. W wersji książkowej natomiast podano personalia bohaterów (m.in. „Wielki Szu” – Piotr Grynicz, Jerzy Gamblerski i jego brat Krystian; w powieści Denel występuje niekonsekwentnie równocześnie pod nazwiskiem Hrabicz i Denel).

## Odbiór
Po premierze Wielki Szu spotkał się z uznaniem ze strony recenzentów i był wielkim sukcesem kasowym. Wedle szacunków na seanse filmowe w całym kraju przybyło 2 miliony widzów.

## Planowana kontynuacja
W 2012 Jan Purzycki wraz z Przemysławem Sowińskim opublikowali kontynuację powieści o tytule Doktor Szu, rozgrywającą się już po okresie przemian politycznych, w 2009 roku. Główny bohater – „Wielki Szu” – występuje pod nazwiskiem Henryk Szuster, a akcja ponownie toczy się w Lutyniu. Istniały plany nakręcenia drugiej części filmu na podstawie tej książki – reżyserem ponownie miał zostać Sylwester Chęciński, scenarzystą Jan Purzycki, a główna rola ponownie miała przypaść Janowi Nowickiemu.